# Curranosia spekei
Curranosia spekei är en tvåvingeart som först beskrevs av Jaennicke 1867.  Curranosia spekei ingår i släktet Curranosia och familjen husflugor. Inga underarter finns listade i Catalogue of Life.